# Hana Havlíková
Hana Havlíková, coniugata Myslilová (2 marzo 1930 – 11 marzo 2014), è stata una cestista cecoslovacca.

## Carriera
Con la Cecoslovacchia ha disputato i Campionati mondiali del 1957 e tre edizioni dei Campionati europei (1952, 1954, 1956).